# Onthophagus minotaurus
Onthophagus minotaurus là một loài bọ cánh cứng trong họ Bọ hung (Scarabaeidae).